# Ски Маск дъ Слъмп Год
Стоукли Клевън Гълбърн, известен професионално като Ski Mask the Slump God, е американски рапър и автор на песни.
Придобива известност заедно с XXXTentacion и техния колективен проект Members Only. През 2017 г. той издава синглите Catch Me Outside и Babywipe, като и двата са включени в неговия микстейп You Will Regret (2017), който е сертифициран като златен от RIAA.
Микстейпът на Гълбърн Beware the Book of Eli е издаден през май 2018 г. и достига 50-о място в класацията Billboard 200. Дебютният му албум Stokeley (2018) достига 6-о място в Billboard 200.